# Philippe Bordenave
Philippe Bordenave (Orthez, 4 maart 1969) is een Frans voormalig wielrenner. Hij reed voor Casino, BigMat-Auber '93 en Ag2r Prévoyance.

## Belangrijkste overwinningen
1997
- 7e etappe Ronde van de Ain

1998
- 4e etappe Ronde van Limousin

## Resultaten in voornaamste wedstrijden
| Jaar | Ronde van Italië | Ronde van Frankrijk | Ronde van Spanje |
| ---- | ---------------- | ------------------- | ---------------- |
| 1997 |                  |                     | 12e              |
| 1998 |                  | 30e                 |                  |